# Andrea Facchin
Andrea Facchin (Padua, 20 de septiembre de 1978) es un deportista italiano que compitió en piragüismo en la modalidad de aguas tranquilas.
Participó en los Juegos Olímpicos de Pekín 2008, obteniendo una medalla de bronce en la prueba de K2 1000 m. Ganó una medalla de bronce en el Campeonato Europeo de Piragüismo de 2002.

## Palmarés internacional
| Juegos Olímpicos   | Juegos Olímpicos | Juegos Olímpicos  | Juegos Olímpicos |
| Año                | Lugar            | Medalla           | Competición      |
| ------------------ | ---------------- | ----------------- | ---------------- |
| 2008               | Pekín (China)    | Medalla de bronce | K2 1000 m        |
| Campeonato Europeo |                  |                   |                  |
| Año                | Lugar            | Medalla           | Competición      |
| 2002               | Szeged (Hungría) | Medalla de bronce | K4 500 m         |